# Mitilicultură
Mitilicultura se ocupă cu creșterea și colectarea midiilor. Sunt crescute în special două specii, în funcție de zona geografică de producție: 
- Mytilus edulis (midia comună), mai mică, în regiunile de nord din Europa
- Mytilus galloprovincialis (midia de Mediterană), mai mare, numită și „de Spania” sau „mediteraneană”, în regiunile de sud.

Miticultura împreună cu ostreicultura (cultivarea stridiilor) reprezintă 90 % din producția europeană de conchilicultură, în cadrul căreia se mai cultivă și alte specii de scoici bivalve, cum ar fi moluște comune, scoicile Saint Jacques precum și creveți. Aceste tipuri de cultură sunt foarte vechi, datând din antichitate.
Midia este prima formă de conchilicultură organizată atestată în Europa, în Franța în anul 1235. Mitilicultura s-a răspândit cu timpul, la început pe litoralul Atlanticului cu midia comună, apoi coasta Atlanticului din Peninsula Iberică și Marea Mediterană cu midia de Mediterană, care se cultivă și la Marea Neagră. Diferitele tehnici de cultivare s-au perfecționat la sfârșitul secolului al XI-lea, aceasta fiind perioada de dezvoltare a mitiliculturii.

## Metode de cultivare

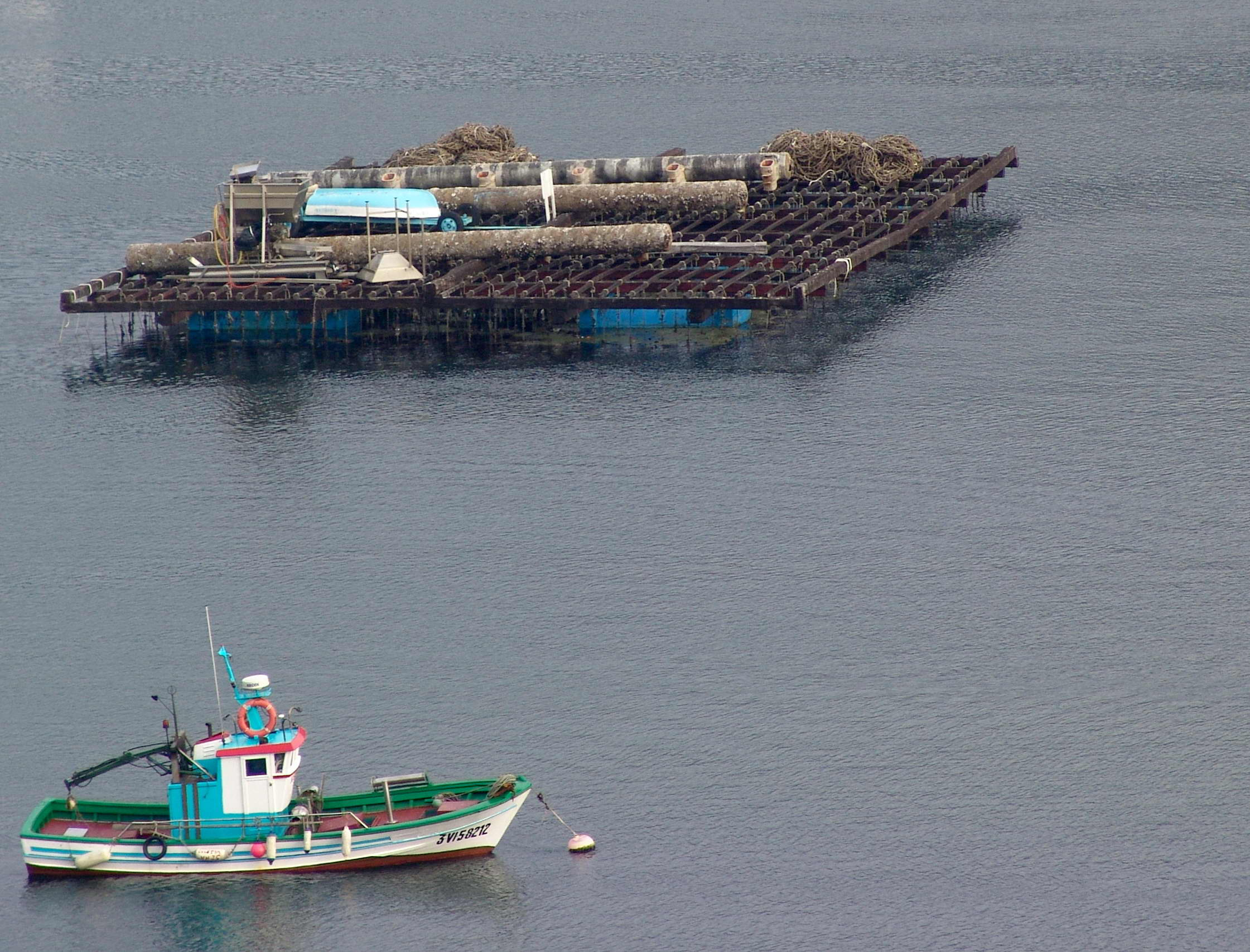
Structură fixă pentru cultivarea midiilor pe frânghii

Metodele de cultivare variază în funcție de specie și de regiune fiind practicată în zonele bogate în plancton și zooplancton. Cultivarea până la momentul recoltării durează aproximativ un an. 
Există patru metode principale folosite:
- suprafețe netede sau prin împrăștiere: puieții sunt răspândiți pe bancuri de mică adâncime, în general în golfuri sau lagune ferite, unde se fixează de sol. Recoltarea se efectuează prin dragare cu ambarcațiuni echipate special.

- pe piloți: cultivarea se realizează pe rânduri de piloți din lemn fixați în zona inter-tidală. În jurul unui pilot se înfășoară 3 – 5 m de frânghie de captare în spirale umplute cu larve. Ansamblul este acoperit cu o plasă pentru a evita ca midiile să cadă pe măsură ce cresc pe pilot. Recoltarea se face cu ajutorul scafandrilor prin răzuire manuală sau mecanică, operațiune ce constă în desprinderea midiilor de pe piloți.

- pe frânghii: midiile sunt fixate pe parâme care atârnă vertical în apă, pornind de la o structură fixă sau flotantă. Această tehnică este adaptată pentru apele unde mareele sunt slabe sau inexistente, precum Marea Mediterană sau Marea Neagră, însă este folosită și în Oceanul Atlantic. Recoltarea se face prin răzuire, după ce sunt scoase parâmele din apă.

- suspendare pe tăblii: în unele locuri, midiile sunt cultivate la fel ca stridiile, în „buzunare” situate pe tăblii fixate în zona de maree sau pe sol.[1]